# Fopius schlingeri
Fopius schlingeri är en stekelart som beskrevs av Robert A.Wharton 1999. Fopius schlingeri ingår i släktet Fopius och familjen bracksteklar. Inga underarter finns listade i Catalogue of Life.